# エクストリームG
エクストリームGは、アクレイムジャパンが1998年5月29日に発売した、NINTENDO 64用ゲームソフト。続編は翌1999年に発売された「エクストリームG2」。

## 概要
Nintendo64の3D描画機能を生かしたモータースポーツゲームで、未来のバイク・XGカーに乗るRCGである。
変化に富んだ奇抜なコースレイアウト、大味であるがスピード感があり爽快なプレイ環境である。メインゲームであるチャンピオンシップモードは、勝利する毎にコースが増えていき、最終的には全12コースとなる。優勝すれば秘密のコマンドや隠しバイクなどを獲得することができ、シューティングゲームの要素が非常に高い。
1対1でレースを競う「対戦モード」や、最大16人まで参加できる「トーナメントモード」など、4種類のゲームモードが用意されている。バイクには通常武器がひとつ標準装備されている。通常武器はレーザー、パルス、リップルショットの3種類。装備されている武器を使って他のバイクを攻撃することも可能なモードでは、コース上のアイテムを獲得すると通常武器より強力な攻撃も可能となる。敵からの攻撃を受けた時はシールドエネルギーが減り、尽きると走行できなくなる。
なお、発売元のアクレイムは既に倒産しており、アクレイム・ゲームズへと商標が移っている。